# Deutsche Leichtathletik-Hallenmeisterschaften 2006
Die 53. Deutschen Leichtathletik-Hallenmeisterschaften fanden vom 25. bis 26. Februar 2006 vor 6300 Zuschauern in der Europahalle in Karlsruhe statt. Zum fünften Mal war Karlsruhe Gastgeber.
Die Wettbewerbe standen im Zeichen der Hallenweltmeisterschaften, die zwei Wochen später in Moskau ausgetragen wurden.
Die 4-mal-200-Meter-Staffel des TV Wattenscheid konnte einen neuen deutschen Rekord aufstellen. Ralf Bartels gewann das Kugelstoßen mit einem neuen Meisterschaftsrekord.

## Ausgelagerte Wettbewerbe
Die Mehrkämpfe wurden am 28. und 29. Januar in der Leichtathletikhalle Frankfurt-Kalbach bei den Deutschen Hallenmehrkampfmeisterschaften ausgetragen. Die 3-mal-1000-Meter-Staffeln konkurrierten am 19. Februar im Rahmen der Deutschen Jugendhallenmeisterschaften in Leipzig.

## Medaillengewinner

### Männer
| Disziplin      | Gold                                                                               | Leistung     | Silber                                                                            | Leistung     | Bronze                                                                    | Leistung     |
| -------------- | ---------------------------------------------------------------------------------- | ------------ | --------------------------------------------------------------------------------- | ------------ | ------------------------------------------------------------------------- | ------------ |
| 60 m           | Ronny Ostwald (TV Wattenscheid 01)                                                 | 6,63 s       | Marc Blume (TV Wattenscheid 01)                                                   | 6,67 s       | Marius Broening (LAV Asics Tübingen)                                      | 6,69 s       |
| 200 m          | Tobias Unger (LAZ Salamander)                                                      | 20,79 s      | Sebastian Ernst (TV Wattenscheid 01)                                              | 21,07 s      | Till Helmke (TSV Friedberg-Fauerbach)                                     | 21,79 s      |
| 400 m          | Ruwen Faller (SC Magdeburg)                                                        | 46,53 s      | Florian Seitz (OSC Berlin)                                                        | 47,22 s      | Simon Kirch (SV Schlau.com Saar 05 Saarbrücken)                           | 47,23 s      |
| 800 m          | René Herms (LG Asics Pirna)                                                        | 1:48,34 min  | Moritz Waldmann (LG Hannover)                                                     | 1:48,80 min  | Andreas Freimann (LC Erfurt)                                              | 1:48,85 min  |
| 1500 m         | Stefan Eberhardt (LC Erfurt)                                                       | 3:42,24 min  | Franek Haschke (LG Nord Berlin)                                                   | 3:42,68 min  | René Bauschinger (LAC Quelle)                                             | 3:43,46 min  |
| 3000 m         | Jan Fitschen (TV Wattenscheid 01)                                                  | 7:53,14 min  | Christian Klein (LC asics Rehlingen)                                              | 8:00,16 min  | Carsten Schlangen (LG Nord Berlin)                                        | 8:00,99 min  |
| 60 m Hürden    | Thomas Blaschek (LAZ Leipzig)                                                      | 7,64 s       | Mike Fenner (TV Wattenscheid 01)                                                  | 7,71 s       | David Filipowski (TV Wattenscheid 01)                                     | 7,71 s       |
| 4 × 200 m      | TV Wattenscheid 01Sebastian Ernst Marc Blume Jan-Christopher Schulte Ronny Ostwald | 1:23,98 min  | TSV Friedberg-FauerbachTill Helmke Florian Schwalm Nils Müller Michael Weber      | 1:25,37 min  | SCC BerlinLukasz Majchrzak George Petzold Raschid Semghoun Michael Möller | 1:26,85 min  |
| 4 × 400 m      | OSC BerlinSven Buggel Ralf Riester Stefan Beyer Florian Seitz                      | 3:12,68 min  | VfL SindelfingenSteffen Sattelmaier Jörg Niethammer Tim Assenheimer Jan Schneider | 3:14,58 min  | LAZ SalamanderFlorian Gamper Stefan Krebs Oliver Krebs Nico Motchebon     | 3:17,74 min  |
| 3 × 1000 m     | LG Nord Berlin IJonas Stifel Carsten Schlangen Franek Haschke                      | 7:09,20 min  | LC ErfurtAndreas Freimann Jonas Henrik Hamm Stefan Eberhardt                      | 7:09,31 min  | LG Olympia DortmundChristophe Chayriguet Ansgar Varnhagen Steffen Co      | 7:17,45 min  |
| 5000 m Gehen   | André Höhne (SC Charlottenburg)                                                    | 19:12,33 min | Jan Albrecht (Erfurter LAC)                                                       | 19:37,25 min | Michael Krause (LG Offenburg)                                             | 20:08,33 min |
| Hochsprung     | Roman Fricke (TSV Bayer 04 Leverkusen)                                             | 2,22 m       | Stefan Häfner (MTG Mannheim)                                                      | 2,18 m       | Jan Titze (LG Staufen)                                                    | 2,14 m       |
| Stabhochsprung | Tim Lobinger (ASV Köln)                                                            | 5,80 m       | Fabian Schulze (LAZ Salamander)                                                   | 5,75 m       | Björn Otto (LAV Bayer Uerdingen/Dormagen)                                 | 5,75 m       |
| Weitsprung     | Peter Rapp (LAV Asics Tübingen)                                                    | 7,83 m       | Nils Winter (TSV Bayer 04 Leverkusen)                                             | 7,74 m       | Kofi Amoah Prah (LG Nike Berlin)                                          | 7,71 m       |
| Dreisprung     | Thomas Moede (LAC Berlin)                                                          | 16,42 m      | Hrvoje Verzi (LAC Quelle)                                                         | 15,88 m      | Rudolf Helpling (LT DSHS Köln)                                            | 15,88 m      |
| Kugelstoßen    | Ralf Bartels (SC Neubrandenburg)                                                   | 21,43 m      | Peter Sack (LAZ Leipzig)                                                          | 20,59 m      | Detlev Bock (VfL Wolfsburg)                                               | 19,52 m      |
| Siebenkampf    | Stefan Drews (TSV Bayer 04 Leverkusen)                                             | 5869 Punkte  | Norman Müller (Hallesche LA-Freunde)                                              | 5813 Punkte  | Stefan Hommel (SSV Ulm 1846)                                              | 5692 Punkte  |

### Frauen
| Disziplin      | Gold                                                                        | Leistung     | Silber                                                                          | Leistung     | Bronze                                                                                         | Leistung     |
| -------------- | --------------------------------------------------------------------------- | ------------ | ------------------------------------------------------------------------------- | ------------ | ---------------------------------------------------------------------------------------------- | ------------ |
| 60 m           | Marion Wagner (USC Mainz)                                                   | 7,30 s       | Verena Sailer (LAC Quelle)                                                      | 7,36 s       | Martha Koj (LAC Quelle)                                                                        | 7,36 s       |
| 200 m          | Birgit Rockmeier (LG Olympia Dortmund)                                      | 23,37 s      | Johanna Kedzierski (MTG Mannheim)                                               | 23,42 s      | Sandra Möller (TV Wattenscheid 01)                                                             | 24,05 s      |
| 400 m          | Claudia Hoffmann (SC Potsdam)                                               | 52,15 s      | Claudia Marx (Erfurter LAC)                                                     | 52,37 s      | Korinna Fink (LG Eintracht Frankfurt)                                                          | 53,87 s      |
| 800 m          | Kerstin Werner (TV Wattenscheid 01)                                         | 2:08,06 min  | Jana Hartmann (LC Erfurt)                                                       | 2:08,35 min  | Juliane Becker (LAC Quelle)                                                                    | 2:09,68 min  |
| 1500 m         | Antje Möldner (SC Potsdam)                                                  | 4:29,13 min  | Denise Krebs (TSG 1845 Heilbronn)                                               | 4:30,56 min  | Anja Reinhardt (LG Weinstadt)                                                                  | 4:30,83 min  |
| 3000 m         | Antje Möldner (SC Potsdam)                                                  | 9:14,69 min  | Ulrike Maisch (1. LAV Rostock)                                                  | 9:26,40 min  | Julia Hiller (LAC Quelle)                                                                      | 9:43,83 min  |
| 60 m Hürden    | Kirsten Bolm (MTG Mannheim)                                                 | 7,94 s       | Judith Ritz (LAZ Leipzig)                                                       | 8,11 s       | Aniko Bozsik (LG Kindelsberg Kreuztal)                                                         | 8,26 s       |
| 4 × 200 m      | LG WeserberglandCathleen Tschirch Nicole Marahrens Nina Giebel Jala Gangnus | 1:34,89 min  | MTG MannheimAnne Möllinger Johanna Kedzierski Sabine Siepelt Julia Müller-Foell | 1:35,95 min  | TSV Bayer 04 Leverkusen 1Anne-Kathrin Elbe Lisette-Josefine Thöne Mareike Peters Nadine Jacobs | 1:36,44 min  |
| 3000 m Gehen   | Melanie Seeger (SC Potsdam)                                                 | 11:59,64 min | Sabine Zimmer (SC Potsdam)                                                      | 12:02,40 min | Maja Landmann (PTSV Jahn Freiburg)                                                             | 13:20,21 min |
| Hochsprung     | Ariane Friedrich (LG Eintracht Frankfurt)                                   | 1,90 m       | Kathryn Holinski (LAV Bayer Uerdingen/Dormagen)                                 | 1,87 m       | Julia Hartmann (TSV Bayer 04 Leverkusen)                                                       | 1,87 m       |
| Stabhochsprung | Martina Strutz (SG Dynamo Schwerin)                                         | 4,45 m       | Silke Spiegelburg (TSV Bayer 04 Leverkusen)                                     | 4,45 m       | Anna Schultze (LG Filstal)                                                                     | 4,05 m       |
| Weitsprung     | Claudia Tonn (LC Paderborn)                                                 | 6,53 m       | Sofia Schulte (LG Staufen)                                                      | 6,35 m       | Sonja Kesselschläger (SC Neubrandenburg)                                                       | 6,26 m       |
| Dreisprung     | Katja Umlauft-Pobanz (1. LAC Dessau)                                        | 13,29 m      | Frauke Thrun (LG Nike Berlin)                                                   | 13,21 m      | Annelie Schrader (MTV Ingolstadt)                                                              | 13,00 m      |
| Kugelstoßen    | Petra Lammert (SC Neubrandenburg)                                           | 19,25 m      | Nadine Kleinert (SC Magdeburg)                                                  | 18,62 m      | Denise Hinrichs (SC Neubrandenburg)                                                            | 18,21 m      |
| Fünfkampf      | Sonja Kesselschläger (SC Neubrandenburg)                                    | 4586 Punkte  | Lilli Schwarzkopf (LC Paderborn)                                                | 4501 Punkte  | Karin Ertl (LG Domspitzmilch Regensburg)                                                       | 4421 Punkte  |